# محفظة بومان
محفظة بومان أو كبسولة بومان  (Bowman's capsule) أو محفظة الكبيبات (capsula glomeruli) أو كبسولة الكبيبات (glomerular capsule)
 
هي حوصلة تشبه الكوب توجد في بداية الجزء الانبوبي من الكليون Nephron في كلية الثدييات، وهي تمثل المرحلة الأولى في عملية تنقية الدم وتحويله إلى بول، وهي تحيط «الكبيبة» (Glomerulus), كبسولة بومان تجمع السوائل من الدم الموجود في الكبيبة ليتم تحوليه إلى بول في مراحل تالية ضمن عملية تسمى ب«التنقية المستدقة» (ultrafiltration).

## التشريح
خارج الكبسولة يتكون من «قطبان»
- القطب الوعائي. هو الجانب الذي يحتوي على الشريان الشعري الصادر (efferent arteriole) والشريان الشعري الوارد (afferent arteriole)
- القطب البولي. هو الجزء الذي يحتوي على الانبوب الملتوي القريب (proximal convoluted tubule)

داخل الكبسولة يتكون من طبقات مرتبة من الخارج إلى الداخل حسب الترتيب التالي:
- الطبقة الجدارية (Parietal layer) وتتكون من طبقة واحدة من ظهارة حرشفية بسيطة (simple squamous epithelium) وهي لا تتدخل في عملية التنقية
- الفراغ البولي (urinary space) أو الفراغ الكبسولي (capsular space) يقع الفراغ بين الطبقة الحشوية والطبقة الجدارية حيث يدخل الراشح (filtrate) هذا الفراغ بعد عبوره شقوق التنقية (filtration slits)
- الطبقة الحشوية (visceral layer) تصطف بالضبط فوق الغشاء القاعدي الكبيبي (glomerular basement membrane) وهي مكونة من خلايا رجلاء (Podocytes) تصطف الشعيرات الكبيبية تحت الخلايا الحشوية
- حاجز التنقية (Filtration barrier) وهو يتكون من بطانة منفذة (fenestrated endothelium) للاوعية الكبيبية

|  | A - Renal corpuscle B - Proximal tubule C - Distal convoluted tubule D - Juxtaglomerular apparatus 1. Basement membrane (Basal lamina) 2. Bowman's capsule - parietal layer 3. Bowman's capsule - visceral layer 3a. Pedicels (podocytes) 3b. Podocyte or sometimes called Bowman's cells 4. Bowman's space (urinary space) 5a. Mesangium - Intraglomerular cell 5b. Mesangium - Extraglomerular cell 6. Granular cells (Juxtaglomerular cells) 7. Macula densa 8. Myocytes (smooth muscle) 9. Afferent arteriole 10. Glomerulus Capillaries 11. Efferent arteriole |

## الوظيفة
- عملية الفلترة في كبسولة بومان هي فلترة مستدقة (أو فلترة كبيبية), ومتوسط الفلترة هو 125 ملل لكل دقيقة أي أنها ترشّح 180 لتر في اليوم، أي ان فلترة يوم واحد تعادل 80 ضعف كمية الدم الموجودة.
- ان أي بروتين اقل تقريبا من 30 كيلودالتون يعبر بحرية خلال الغشاء، وأيضا هناك عرقلة لبعض الجزيئات السالبة الشحنة بسب الشحنة السالبة للغشاء القاعدي والخلايا الطلائية الحشوية
- ان أي جزيئات صغيرة مثل الماء والجلوكوز والأملاح والأحماض الامينية واليوريا يمكن ان تعبر بحرية إلى كبسولة بومان بينما الخلايا والصفائح الدموية والبروتينات لا تعبر
- وكنتيجة لذلك فأن الراشح يجعل الكبسولة تشبه بحد كبير بلازما الدم من حيث التركيب

## الأهمية السريرية
- ان حساب معدل الفلترة الكبيبية (glomerular filtration rate GFR) هو اختبار تشخيصي لوظيفة الكلية
- ان انخفاض معدل الفلترة الكبيبية GFR ربما يكون علامة للفشل الكلوي
- عدد من الأمراض يمكن ان يسبب عدد من المشاكل في الكبيبة، مثل: التهاب كبيبات الكلى التكاثري الحاد (acute proliferative glomerulonephritis), التهاب كبيبات الكلى الحاد الهلالي (acute crescentic glomerulonephritis), التهاب كبيبات الكلى البؤري القطاعي (focal segmental glomerulonephritis) …. الخ

## التسمية
- سميت كبسولة بومان نسبة إلى عالم التشريح البريطاني الطبيب وليام بومان (بالإنجليزية: Sir William Bowman)‏

## صور إضافية

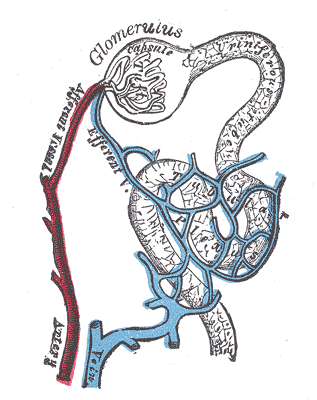
توزيع الأوعية الدموية في قشرة الكلية